# Bad Frankenhausen
Bad Frankenhausen (oficialmente, Bad Frankenhausen/Kyffhäuser) es una ciudad y balneario alemán, ubicado en el distrito de Kyffhäuser en el Estado libre de Turingia. Está situado en la ladera sur de la cordillera de Kyffhäuser, atravesado por el río Kleine Wipper, un afluente del Unstrut y así también del Saale. Se encuentra sobre la ladera sur del macizo montañoso del Kyffhäuser y se extiende al sur hacía las llanuras de la Diamantene Aue, donde atraviesa el río Kleine Wipper.
Debido al vecino monumento Kyffhäuser, dedicado al emperador Federico I Barbarroja, es apodada la Barbarossastadt (ciudad de Barbarroja).
En su término municipal se incluyen como pedanías los pueblos de Esperstedt (antiguo municipio incluido en Bad Frankenhausen en 2007), Seehausen (en 1973), Udersleben (en 1994), Ichstedt (en 2019) y Ringleben (en 2019).
Las aldeas, que rodean Bad Frankenhausen son: Al norte el bosque del macizo montañoso del Kyffháuser, al noreste Udersleben, al este Esperstedt (Kyffháuser), al sureste Seehausen (Bad Frankenhausen), al sur Seega (Wipper), al suroeste Göllingen (Wipper), al oeste Rottleben y al noroeste Steinthaleben. Los últimos 4 aldeas vecinas al sur, oeste y noroeste pertenecen al municipio del Kyffhäuserland.

## Personajes ilustres
- Christa Wolf (n. 18 de marzo de 1929 en Gorzów Wielkopolski), novelista que terminó la escuela en Bad Frankenhausen.
- Nils Schumann (n. 20 de mayo de 1978 en Bad Frankenhaussen), atleta alemán retirado.
- Werner Tübke (n. 1929 - 2004), pintor alemán famoso especialmente por el Bauernkriegspanorama (Panorama de la revuelta campesina), pintado en Bad Frankenhausen para ilustrar la guerra de los campesinos alemanes del siglo XVI.